# خالد الإسلامبولي
خالد أحمد شوقي الإسلامبولي (15 يناير 1955 - 15 أبريل 1982)،ضابط عسكري مصري، شارك في اغتيال الرئيس المصري أنور السادات، خلال العرض العسكري السنوي لنصر السادس من أكتوبر في 6 أكتوبر 1981. صرح الإسلامبولي أن دافعه الأساسي للاغتيال كان توقيع السادات على اتفاقيات كامب ديفيد مع إسرائيل وخطة السادات لمصر أكثر تقدمية.
حوكم الإسلامبولي أمام محكمة عسكرية مصرية، وأدين وحُكم عليه بالإعدام رميًا بالرصاص. بعد إعدامه، أعلنه كثيرون في العالم الإسلامي شهيدًا، وأصبح رمزًا ملهمًا للحركات الإسلامية باعتباره أحد "شهداء الإسلام المعاصرين" الأوائل.

## حياته
ولد الإسلامبولي في محافظة المنيا. وكان والده مستشارًا قانونيًا مصريًا، كان خالد ملازمًا أولًا في الجيش المصري ولم يكن عضوًا في أي من الجماعات الإسلامية المسلحة، وهو المنفذ الأساسي لعملية اغتيال الرئيس الراحل محمد أنور السادات بالاشتراك مع عبود الزمر ومحمد عبد السلام فرج، وقد قام بذلك لأسباب عدد بعضها هو فيما بعد أثناء التحقيقات والمحاكمات، منها إهانة السادات للعلماء في آخر خطبه ورميهم في السجن كما ردد في الخطبة الشهيرة، والحكم بغير ما أنزل الله، وزيارة السادات لإسرائيل وإبرامه معاهدة السلام حيث عارضتها أكثر الأحزاب والمنظمات والقوي السياسية واعتبرتها الجماعات الإسلامية أنها «ردة وخيانة للقضية الفلسطينية والأرض المصرية المحتلة»، وقد حُكِّم بإعدام خالد الإسلامبولي ولكن عملية تنفيذ حكم الإعدام تدور حولها بعض الشبهات حيث يشكك البعض في تنفيذها ودللوا بأن أسرته لم تستلم جثته حتى الآن ولا تزال تطالب بها.

## اغتيال السادات
في 6 أكتوبر/تشرين الأول 1981، وكعادة مصر في الاحتفال بالانتصار في حربها مع إسرائيل، تصدر الرئيس المصري منصة كبار المدعوين ليستعرض الفرق العسكرية أمام المنصة وإذ بالإسلامبولي وأعوانه يترجلون من سيارة عسكرية ويفتحون النار على الحضور في المنصة، فأردوا الرئيس السادات قتيلاً وقُتل أيضًا عدد من الحضور والشخصيات الرسمية، بينما أصيب آخرون بينهم وزير الدفاع في ذلك الوقت المشير محمد عبد الحليم أبو غزالة.
تمت عملية الاغتيال في أربعين ثانية فقط، قام بها أربعة أشخاص، هم الملازم أول خالد الإسلامبولي ضابط عامل باللواء 333 مدفعية، وعبد الحميد عبد السلام وهو ضابط سابق بالدفاع الجوي ويعمل في الأعمال الحرة، وعطا طايل، وهو ملازم أول مهندس احتياط، وحسين عباس وهو رقيب متطوع بالدفاع الشعبي وهو صاحب الرصاصات الأولى القاتلة.
من المزعوم أنه لم تجرِ بعد عملية اغتيال السادات أية محاكمة للمسؤولين الرسميين عن الأمن بتهمة الإهمال، ولم يحاكم أي من أفراد الحرس الخاص، وقد أشيع أيضاً أن كل الضباط (الذين حضروا حادث الاغتيال) تمت ترقيتهم فيما بعد[بحاجة لمصدر]، فقد تمت ترقية قائد الحرس الجمهوري مصطفى صادق وأصبح محافظًا، ومحمود المصري تولى إدارة الكلية الحربية، وجمال شرف قائد طابور عرض المدفعية الذي أحضر خالد ومن معه تولّى إدارة سلاح التوجيه المعنوي، وأحمد سرحان قائد الحرس الخاص عُيِّن في مجلس الشورى.

## الإسلامبولي في إيران
بعد اتفاقية كامب ديفيد واستضافة السادات لشاه إيران المخلوع محمد رضا بهلوي بعد الثورة الإيرانية، العلاقات بين مصر وإيران توترت بقوة وبعد اغتيال السادات ونكاية بالسياسة المصرية وكره الحكومة الإيرانية وقتئذٍ للسادات تمت تسمية شارع في طهران باسم خالد الإسلامبولي، وفي سنة 2004 قُرر تغيير اسم الشارع إلى شارع الانتفاضة نسبة للانتفاضة الفلسطينية لكنه لم ينفذ.

## تأثيره على الجماعات المسلحة
يعتبر خالد الإسلامبولي رمزًا وبمثابة الملهم للعديد من الجماعات الإسلامية المسلحة.[بحاجة لمصدر] ففي 31 تموز / يوليو 2004م قامت حركة «كتائب الإسلامبولي» والتي قد تكون منتمية للقاعدة بمحاولة اغتيال مرشح لمنصب رئيس الوزراء في باكستان شوكت عزيز. وفي 24 آب / أغسطس 2004م، قامت إحدى مجموعات المقاومة في الشيشان وتدعى كتائب الإسلامبولي بتفجير طائرتين مدنيتين روسيتين.

### فهرس المراجع
مواقع وب
عربيَّة
1. ↑  Encyclopædia Britannica | Khalid al-Islambuli (بالإنجليزية), QID:Q5375741
2. ↑  "معلومات عن خالد الإسلامبولي على موقع viaf.org". viaf.org. مؤرشف من الأصل في 2016-11-08.
3. ↑  "معلومات عن خالد الإسلامبولي على موقع britannica.com". britannica.com. مؤرشف من الأصل في 2016-08-05.
4. ↑  The Islambouli Enigma نسخة محفوظة 19 July 2006 على موقع واي باك مشين., The Jamestown Foundation
5. ↑  "القوى المصرية المعارضة لكامب ديفد". الجزيرة. مؤرشف من الأصل في 2024-06-12. اطلع عليه بتاريخ 18/3/2015. {{استشهاد ويب}}: تحقق من التاريخ في: |تاريخ الوصول= (مساعدة)

### بيانات المراجع
الكُتُب
بالعربيَّة
- كتاب اغتيال رئيس - بالوثائق أسرار اغتيال الرئيس السادات، عادل حمودة

## وصلات خارجية
- خالد الإسلامبولي من موقع العربية